# Cataratas las Tres Hermanas
Cataratas las Tres Hermanas (dosł. „Wodospad Trzy Siostry”) – trzeci pod względem wysokości wodospad świata. Położony w Peru, w regionie Junín, na niewielkim bezimiennym dopływie rzeki Río Cutivireni, na terenie Parku Narodowego Otishi. Wysokość wodospadu wynosi 914 m, a szerokość 12 m. Położony jest w dżungli. 